# Vaiere Mara

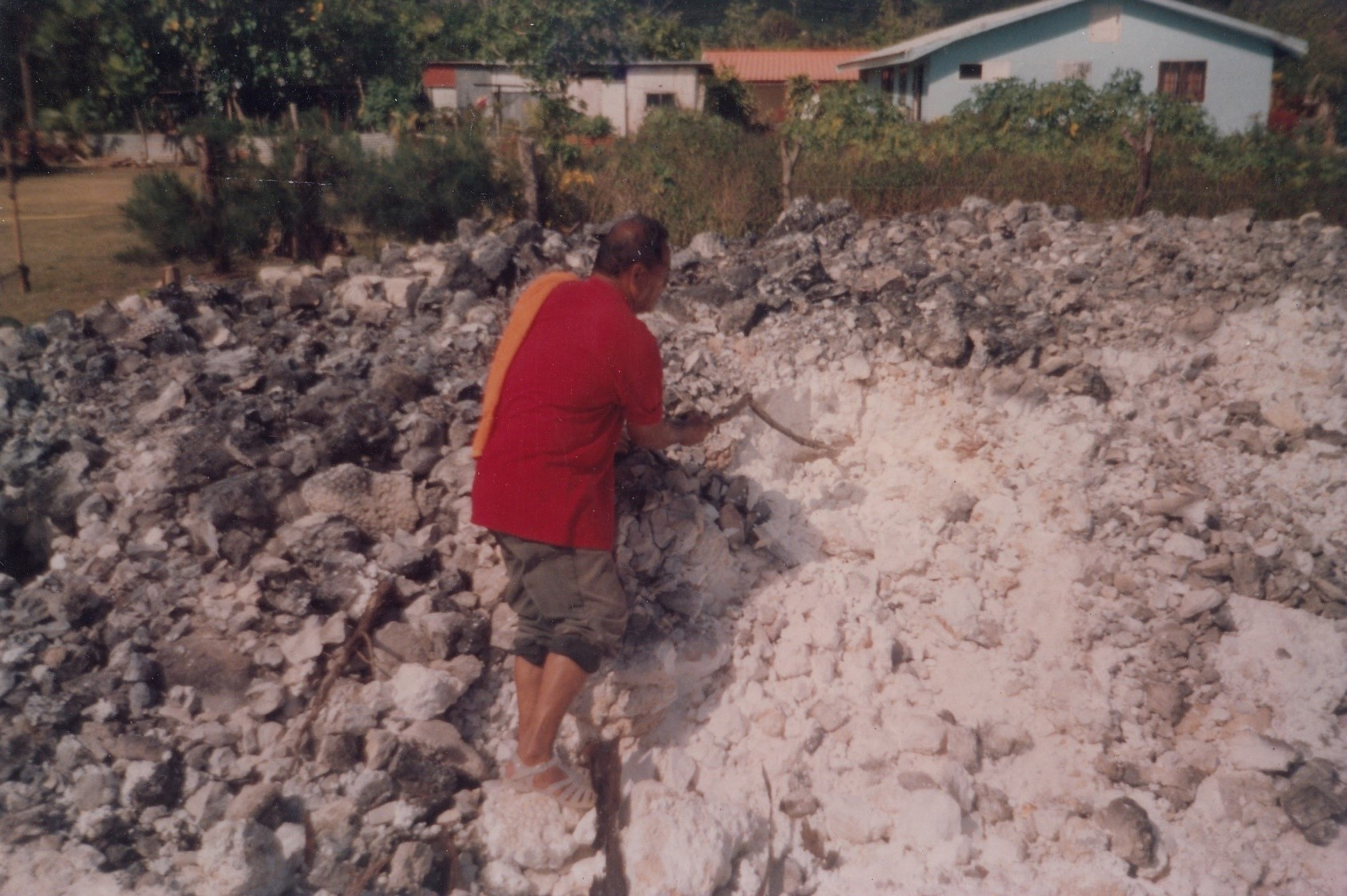
Vaiere Mara excava en corales fosilizados en Rurutu

Vaieretiai Mara, más conocida como Vaiere Mara (1936 - 2005) fue un escultor de la Polinesia Francesa. Fue el primer escultor polinesio moderno y el primer artista polinesio en firmar sus obras.

## Biografía
Vaiere Mara nació en 1936 en la isla de Rurutu (archipiélago austral). Alumno del escultor Joseph Kimitete que comenzó como escultor de tiki marquesano, rápidamente desarrolló un estilo personal que lo convirtió en el primer escultor polinesio moderno. Firmó con mayor frecuencia MARA V. Muy prolífico, le debemos numerosos bustos en coral blanco, así como temas polinesios innovadores como el tamaaraa tahitiano (almuerzo tahitiano), la caza del cerdo e incluso los bajorrelieves en madera preciosa. A finales de los años sesenta, el gobernador de la Polinesia Francesa, Jean Sicurani, adquirió una escultura monumental, la Leyenda de Hina. Conocida por una obra de Patrick O'Reilly, esta escultura fue preservada por la Alta Comisión de la República y expuesta por primera vez al público en 2021 en la Universidad de la Polinesia Francesa, en el marco del Día Mundial del Arte. 
En 1978 Patrick O'Reilly dedicó un libro al escultor: Maderas legendarios de Mara, sculptor Tahitien, publicado por Hachette Pacifique.
A finales de los años 1970 le debemos a Mara la condecoración de la Asamblea de la Polinesia Francesa, por encargo del gobierno de Francis Sandford.

## Posteridad
Tras su muerte en 2005, el escultor cayó rápidamente en el olvido, hasta que un galerista argentino, Miguel Hunt, lo redescubrió en 2012 y reunió una colección de esculturas que dio lugar a varias exposiciones en 2014. En 2015, el profesor Jean Guiart publicó un largo texto sobre el escultor en su revista Connexions, seguido en abril de 2018 de un número especial dedicado al Inventario de las obras de Mara. Además de numerosas imágenes, hay textos de Jean-Luc Coudray y Jean Duday, así como entrevistas con los hijos del escultor, que nos permiten recorrer su biografía.
En 2019, el escultor fue objeto de un documental de Jonathan Bougard, artista que le dedicó cinco años de investigación y que encontró más de 500 esculturas. El documental se emite en el canal TNTV y luego en el Museo del muelle Branly Jacques Chirac a principios de 2020 en presencia del director.
El Museo de Tahití y las Islas lleva anunciando desde hace tiempo una retrospectiva de su obra.
Su hijo Gilles Mateha Mara continúa esculpiendo madera, piedra y coral en el estilo iniciado por su padre. Firma sus obras Mara G, lo que permite diferenciarlas de las de su padre, firmada Mara V.

## Filmografía
- Mara V.[15] 2019. 83 minotos. Realizado por Jonathan Bougard. In Vivo Prod / TNTV.